# 魏州之战 (915年)
魏州之战，915年（后梁贞明元年、晋天祐十二年）三月至916年二月。晋王李存勗在后梁魏州（今河北大名县东北）兵变时，援助魏州节度使贺德伦，击败梁将劉鄩。
915年三月，后梁天雄节度使杨师厚病死，梁末帝朱友贞分割魏博为两镇，以便控制，派开封尹刘鄩领六万兵渡过黄河，屯守南乐县，再派五百骑兵进入魏州，于是引起魏州兵变。四月，魏州兵将胁迫天雄节度使贺德伦归附晋王，请出兵抗击后梁，李存勗派马步副总管李存审由赵州（今河北赵县）进屯临清。五月，晋王军亲自率军东至魏州，刘鄩据魏县（今河北大名县西北）和西南的洹水，晋王李存勗率军向西，与刘鄩隔漳河对峙。七月，刘鄩发现晋军主力已至，以为晋阳（今山西太原）空虚，在魏县城上绑着草人乘驴移动，让晋军认为后梁重兵在此。偷偷率军离城越过黄泽岭（今山西左权县东）偷袭晋阳。两天后，李存勗发现中计，派骑兵回军追击，再派李嗣恩率军回救晋阳。当时有雨，刘鄩率军冒雨行进了十几天，抵达乐平（今山西昔阳县）时粮尽，十之二三士兵都病亡，一半的马匹死去。刘鄩知道晋阳已有戒备，追兵将近，于是向东转军，从邢州（今河北邢台）渡漳河，进驻宗城（治今河北威县东），后又东至莘县，筑垒防守。晋兵至，多次挑战，刘鄩避不出战，被围困在莘县半年，至916年二月。朱友贞派军再攻晋阳，同时督促刘鄩出战。刘鄩还是闭垒不战。李存勗令李存审守营，亲赴贝州（治今河北清河县西）劳军，自称返回晋阳，引诱刘鄩出战。刘鄩于是攻打魏州，命澶州刺史杨延直领军一万会攻。李嗣源守卫魏州。当杨延直夜半进至魏州城南，被晋军袭击大败，天亮时在城东与刘鄩相会。李嗣源率兵出击，李存审从莘县大营，李存勗从贝州，合击刘鄩。刘鄩率军退至故元城。后梁七万兵马几乎全歼，刘鄩率骑兵数十人突围，收散兵卒退守滑州。